# Tortula yuennanensis
Tortula yuennanensis är en bladmossart som beskrevs av Chen Pan-chieh 1941. Tortula yuennanensis ingår i släktet tussmossor, och familjen Pottiaceae. Inga underarter finns listade i Catalogue of Life.